# Alt porn

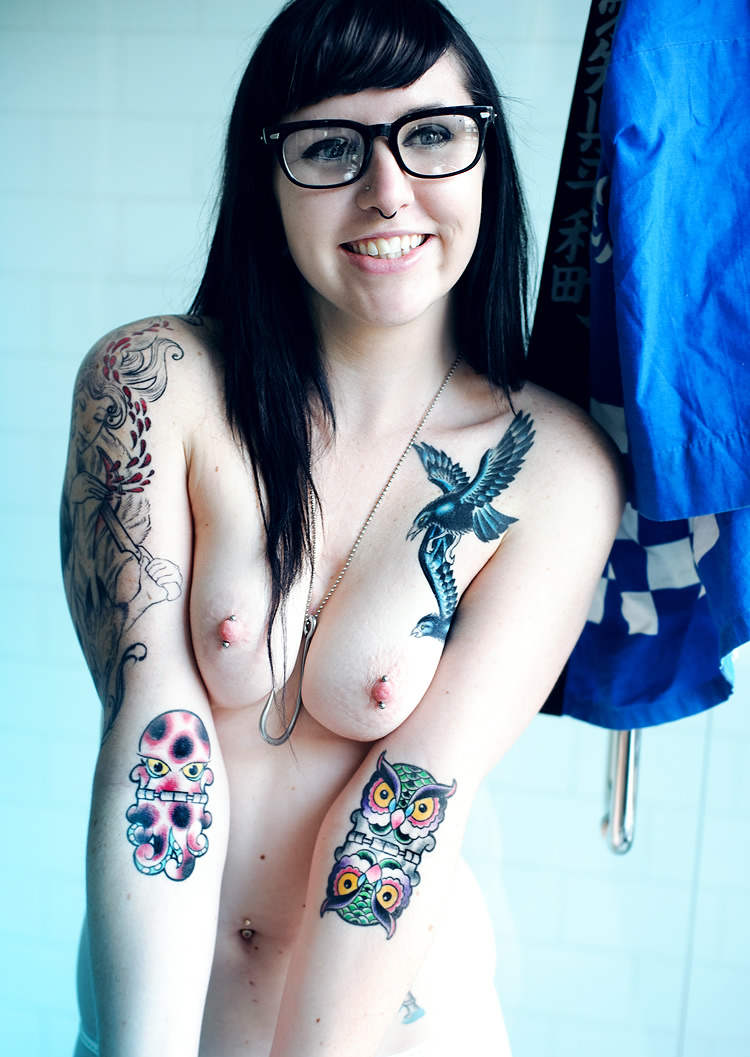
Uma modelo do SuicideGirls, que representa o estilo alt porn, com múltiplas tatuagens e piercings.

A alt pornography (também conhecida como alt porn, ou simplesmente alt), uma abreviação de "pornô alternativo", é um subgênero da pornografia centrado em subculturas alternativas. Isso inclui estilos como góticos, emos, scenes, skaters, hipsters, punks, skinheads e/ou ravers.
Esse tipo de conteúdo é frequentemente produzido por sites pequenos e independentes ou por cineastas autônomos. Ele costuma apresentar modelos com modificações corporais como tatuagens, piercings ou escarificações, ou modificações temporárias como cabelos tingidos ou maquiagem extrema. O termo indie porn é ocasionalmente usado, mas este termo é mais genérico e se refere a  pornografia amadora, independentemente de sua afinidade com qualquer tipo de subcultura alternativa.

## História

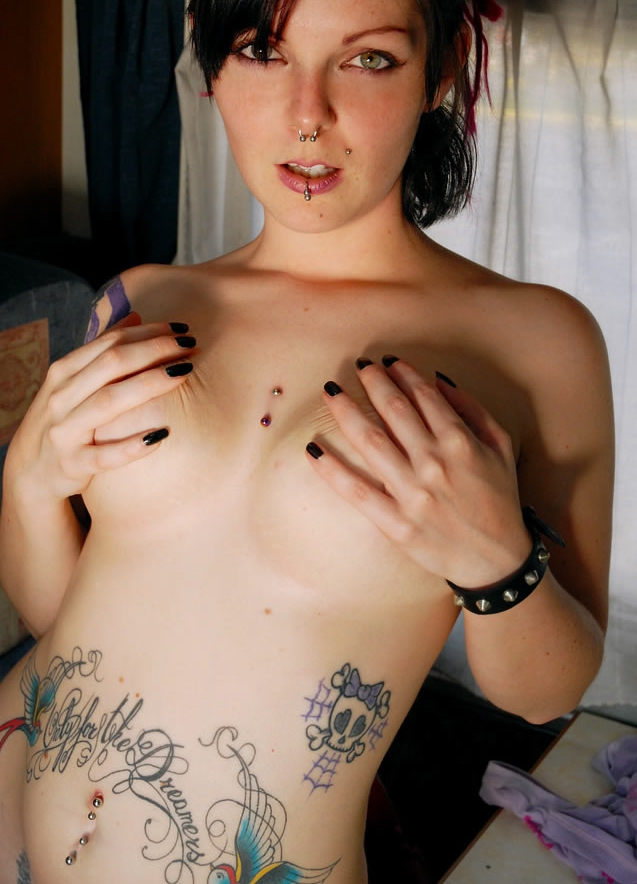
Modelo Riae da SuicideGirls como exemplo de modelo alternativa

Os trabalhos de Gregory Dark, David Aaron Clark, Michael Ninn e Stephen Sayadian são considerados os primeiros criadores do gênero alt porn. O Cinema da Transgressão de Richard Kern e Nick Zedd (assim como o trabalho fotográfico posterior de Kern) também pode ser visto como exemplos iniciais de alt porn.
O primeiro espaço explicitamente dedicado à "erótica subcultural" foi a Blue Blood, uma revista de luxo que começou em 1992 e apresentava modelos com um visual goth ou cyberpunk. No entanto, o maior mercado para alt porn tem sido a internet. Além de alguns websites pessoais efêmeros, o site alt porn explicitamente mais antigo foi o GothicSluts.com, da Blue Blood, estabelecido no início de 1999. Este foi seguido pouco depois pelo Raverporn.net, que mais tarde foi renomeado para EroticBPM.com, em julho do mesmo ano, e depois por NakkidNerds em dezembro; o Supercult apareceu em 2000. No final de 2001, o SuicideGirls cresceu para se tornar o site alt porn mais popular e financeiramente lucrativo, e tem sido desde então. Com o sucesso do SuicideGirls, o número de sites alt porn aumentou desde 2002. Além dos sites mencionados, websites alt porn bem conhecidos em operação em setembro de 2008 incluem Lazerbunny, Burning Angel e GodsGirls.
Os termos "pornografia alternativa" ou "alt porn" foram cunhados no início dos anos 2000 em referência a SuicideGirls, RaverPorn e sites semelhantes. Projetos mais antigos, como o Blue Blood, geralmente usavam termos como "erótica subcultural".
Os websites alt porn são frequentemente distinguidos pelo uso de fóruns de discussão, blogs, redes sociais e outros recursos de comunidade online, incentivando a participação tanto de modelos quanto de espectadores. Embora esses recursos não sejam exclusivos de sites alt porn, sua inclusão contrasta fortemente com os procedimentos operacionais padrão adotados por sites pornográficos mais típicos, que tendem a apresentar modelos mais ou menos anônimos que são vistos por visitantes anônimos.
Vídeos com temática alt porn também estão se tornando um nicho crescente no mercado de vídeos adultos. O trabalho dos diretores Stephen Sayadian e Gregory Dark durante os anos 1980 e início dos anos 1990 tinha muitas das características do alt porn posterior, e são frequentemente citados como influências-chave para os vídeos alt porn atuais. Em 2001, dois vídeos amadores sob o título Technosex foram produzidos, apresentando mulheres envolvidas na cena rave junto com uma trilha sonora de música techno. Desde 2004, o diretor Eon McKai tem produzido vídeos com temática alt porn para a VCA Pictures (um estúdio de vídeo adulto, de outra forma, mainstream) e, em 2006, foi contratado pela Vivid Entertainment para produzir vídeos com temática alt porn sob o selo Vivid-ALT. Em 2006, McKai refez o seminal filme pornô punk de Gregory Dark, New Wave Hookers, usando parte do roteiro original com uma abordagem diferente e chamando o filme de "Neu Wave Hookers". A Vivid-ALT também contratou os renomados fotógrafos de fetiche Dave Naz e Octavio "Winkytiki" Arizala.